# セーリオ川
セーリオ川（セーリオがわ、イタリア語: Serio）は、イタリア北部のロンバルディア州を流れる、ポー川水系の川。アルプス山脈に源を発し、ベルガモ県・クレモナ県を流れて、クレーマの南方でアッダ川に合流する。全長は124 km。

## 名称
イタリア語以外の言語では以下のように呼ばれる。
- ロンバルド語ベルガモ方言 (it) およびクレモナ方言 (it)  :Sère

## 流路

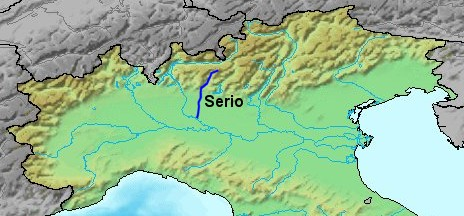
セーリオ川の流路

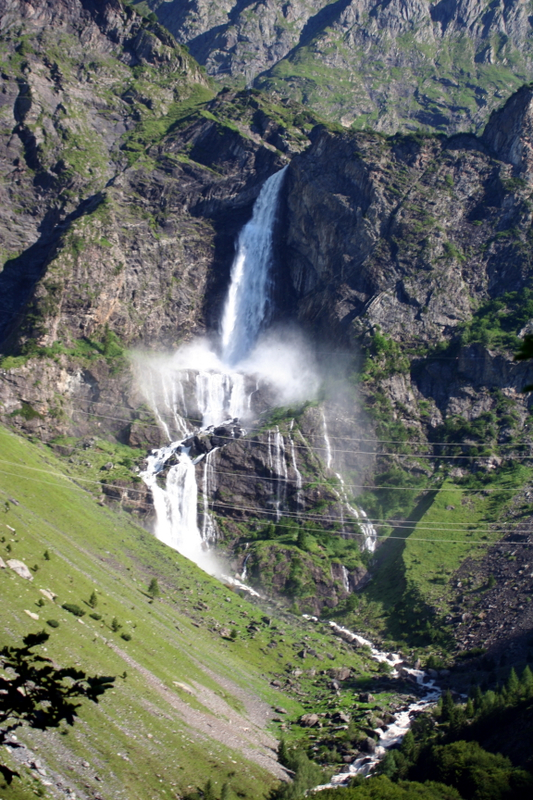
ヴァルボンディオーネにあるセーリオの滝

ロンバルディア州北部、ベルガモ・プレアルプス山脈 (it:Prealpi Bergamasche) に位置するトレナ山（2,911m）南麓（ベルガモ県ヴァルボンディオーネ）に源を発する。水源地帯は湖沼の多い地域で、最上流部にある落差 315 m のセーリオの滝は、イタリアで最も高い滝である。
1931年、セーリオの滝の上流に発電用のバルベッリーノ・ダム（バルベッリーノ湖 (it:Lago del Barbellino) ）が築かれた。流路は人工的に変更され、滝の水も止まった。1969年、滝の景観を回復するための改修が行われ、エネルの同意のもと夏季にはダムが開かれて滝が見られる。セーリオ川は、リゾート地として知られるヴァルボンディオーネを流下する。
セーリオ川が形作る谷筋を、ヴァル・セリアーナと呼ぶ。ヴァル・セリアーナにおいて、ボンディオーネ川 (it:Bondione (torrente)) 、ゴリオ川 (it:Goglio) 、オーニャ川 (it:Ogna) 、ロンマ川 (it:Romna) などの支流を集める。
川の平野部は、大きく特徴の異なるベルガマスカ区間とクレマスコ区間の2つに分けられる。ベルガマスコ区間では、河床は大きい砂利によって覆われ、河水の浸透が特徴である。モッツァーニカ（ベルガモ県南端）で、国道11号線 (it:Strada statale 11 Padana Superiore) の橋を通り過ぎると、クレマスコ区間に入る。川は堤防の中で蛇行を繰り返しながら南へ流下し、クレモナ県モントーディネ市南方のボルゴ・セーリオでアッダ川に合流する。クレーマから南の最後の区間では、河道は周辺の平野より10-12m深いところにある。
クレマスコ区間には、重要な湿地帯が2つある。一つは、ピアネンゴとリチェンゴにまたがる州立自然保護区 Riserva naturale Palata Menasciutto で、保護区には現河道と交差する2本の旧河道も含まれている。もう一つはマディニャーノにある中世以来の聖域 (it:Santuario della Beata Vergine del Marzale) の敷地内にある三日月湖の連なりで、ここに立ち入るのは許可が必要である。
川の下流域、セリアーテからアッダ川合流点までにかけて、1985年に州の広域自然公園であるセーリオ公園 (it:Parco del Serio) （総面積7750ha）が指定されている。